# Ambassadors Theatre
L'Ambassadors Theatre è un teatro del West End londinese, sito nella Città di Westminster. Con i suoi 444 posti a sedere, il teatro è uno dei più piccoli del West End.

## Storia
Il teatro, progettato dall'architetto W.G.R. Sprague, fu aperto al pubblico nel 1913. Nel 1973 il teatro è stato registrato come monumento classificato di secondo grado dall'English Heritage. Nel 1996 l'Ambassadors Theatre fu acquistato dall'Ambassador Theatre Group, che divise il teatro così da poter ospitare due spazi differenti per le messe in scena. Il piano superiore fu occupato dalla compagnia della Royal Court Theatre e la programmazione del teatro consisteva soprattutto in opere teatrale poco commerciali, al contrario del resto dell'offerta dei teatri del West End. Nel 1999 la divisione del teatro in due spazi fu eliminata e l'Ambassadors tornò alla pianta originale. Nell'aprile 2017 il teatro fu venduto a Stephen Waley Cohen, che lo rivendette all'ATG nel 2018.
Tra il 1952 e il 1974 il teatro ospitò i primi ventidue anni di repliche de La trappola per topi di Agatha Christie, successivamente trasferito al St Martin's Theatre. Nel corso degli anni il teatro ha ospitato opere di Stephen Sondheim, Samuel Beckett, Mark Ravenhill ed Eve Ensler, mentre le scene dell'Ambassadors sono state calcate da attori del calibro di Vivien Leigh, Sheridan Smith, Cillian Murphy e Taron Egerton.